# Le Magasin des suicides
Cet article concerne le livre de Jean Teulé. Pour l'adaptation cinématographique, voir Le Magasin des suicides (film, 2012).
Le Magasin des Suicides est un roman de Jean Teulé, publié en 2007.

## Synopsis
La famille Tuvache est composée de quatre personnes : les parents, des commerçants qui vendent des produits permettant de se suicider, faisant tout pour écouler leur marchandise ; le fils aîné, dépressif et extrêmement craintif, qui s'isole du monde extérieur ; la sœur, une adolescente mal dans sa peau et complexée.
Mais tout est chamboulé lors de la naissance du petit dernier, Alan, avec sa « cruelle » joie de vivre…

## Livre audio
Jean Teulé, Le Magasin des suicides, Paris, Audiolib, 21 janvier 2009 (ISBN 978-2-35641-046-7, BNF 41406814, présentation en ligne)

## Adaptations

### Au cinéma
Un film d'animation adapté du roman est réalisé par Patrice Leconte en 2012.

### Au théâtre
Adaptation par Franck Regnier en 2016 (Cie Nandi) - Festival Off d'Avignon en 2017, 2018 et 2019 au Théâtre Notre-Dame.

### En bande dessinée
Le Magasin des suicides, éd. Delcourt, 2012. Scénario Olivier Ka, dessin Domitille Collardey, couleur Dominique Collardey & Max de Radiguès.